# A fehér apácák titka
A fehér apácák titka, angolul: The Trygon Factor, németül: Das Geheimnis der weißen Nonne, egy brit–nyugatnémet kooperációban készült színes bűnügyi film, Cyril Frankel rendezésében, melyet Nyugat-Németországban 1966-ban, Nagy-Britanniában 1967-ban mutattak be. A magyar mozik 1970-től angol nyelvű, magyar feliratos változatát vetítették. Magyar nyelvre szinkronizált változatát 1978-ban sugározta a Magyar Televízió. A film cselekménye Edgar Wallace A kalandor (Kate Plus Ten) című regényének alapmotívumaira épül, annak igen szabad adaptációja.

## Forgatás
A Rialto Film produkciójában készült filmet 1966 augusztusában és szeptemberében forgatták London környéki helyszíneken. A beltéri felvételeket a Shepperton Studios műtermeiben (Shepperton, Surrey grófság) vették fel. Az Emberday kastély és kolostor területén játszódó jeleneteket a St Mary’s University College kezelésében álló Strawberry Hill kastélyban (Twickenham, Richmond upon Thames kerület, Middlesex grófság) készítették. A film 4 000 000 DEM költségvetésből készült, ez volt az addigi legköltségesebb Edgar Wallace-filmadaptáció.

## Bemutatók
Ősbemutatójára 1966. december 16-án került sor Saarbrückenben. Londonban 1967 májusában mutatták be. A második világháború utáni időszakban Edgar Wallace számos bűnügyi regényét megfilmesítették angol és német (néha amerikai) kooperációban. E filmek sorában ez volt a 27-ik. Feliratos változata 1970-ben került a budapesti mozikba. Korabeli mércével mérve szokatlanul brutális, erőszakos jelenetei miatt rossz kritikákat kapott, Nyugat-Európában és Magyarországon is „16 éven aluliaknak nem ajánlott” besorolást kapott. Magyar szinkronját 1978-ben készítette a Pannónia Filmstúdió, a Magyar Televízió megrendelésére. Az MTV-1 tévécsatorna 1978. szeptember 26-án sugározta.

## Cselekmény
Londonban fegyveres rablók több ékszerboltot kifosztanak, a személyzetet lemészárolják, a széfek tartalmát robbantásokkal szerzik meg. A bűncselekmény-sorozatot vizsgáló Thomson rendőrfelügyelő eljut az előkelő Emberday família kastélyába, amely otthont ad az „Éberség Rendje” apácakolostornak is. Az apácák kerámia vázák készítésével és eladásával foglalatoskodnak. Márkajelük háromszög („trigon”), innen a film angol címe. Clare O’Connor, egy fiatal apáca, aki kisebb vétségek miatt rejtőzik a kolostorban, kapcsolatba lép Thomsonnal, fontos információt ad át neki, védelmet és büntetlenséget kérve. Thomson előkészíti Clare szökését, de távozás közben egy álarcos alak a kápolnában megtámadja, belefojtja a keresztelőmedencébe, és elveszi tőle a Clare-től átvett üzenetet. A főnökasszony kiutasítja a rendből Clare-t, az idegenekkel való szóbaállás tilalmának megszegésére hivatkozva. Segédei azonban nem a kijárathoz, hanem a kápolna felé kísérik a lányt. Clare egy alkalmas pillanatban szerencsésen megszökik, és elrejtőzik a Whiteheart Hotelben, a Thomson által számára lefoglalt szobában.
Thomson felügyelő eltűnése miatt felettese, Cooper-Smith főfelügyelő veszi át a nyomozást. Az Emberday kastélyban megismerkedik az előkelő Lady Livia Emberday-jel, és két gyermekével, a bolond Luke-kal és a fotográfus Trudyval. Bemutatják a rendfőnöknőnek is. Mindenki tagadja, hogy Thomsont valaha is látták volna a birtokon. A gyanakvó Cooper-Smith beköltözik a Whiteheart Hotelbe, ahol az eltűnt Thomson felügyelő szobát vett ki. Polly, a francia recepciós lány sem emlékszik, hogy valaha látta volna Thomsont. Cooper-Smith lendületesen udvarolni kezd Pollynak.
Eközben az Emberday család temetésre készül, egy Monte Carlóban elhunyt rokonukat hozatták át, a kastély családi kriptájába. Az „elhunyt” nem más, mint a Svájcban rejtőző Clossen bankrabló, akit koporsóban, szabályos engedélyekkel hozattak át Londonba, hogy speciális páncéltörő eszközével kirabolhassanak egy bankot. A rablásokat valójában a feddhetetlen hírű Emberday család és a köztiszteletben álló „apácarend” követi el, a zsákmányt a kolostorban készített kerámiákba rejtve juttatják külföldre. Clossen segítségével egy utolsó nagy „dobást” terveznek, amely után eltüntetik nyomaikat és a busás zsákmányból külföldön kezdenek új életet.
Megtalálják Thomson holttestét a Temze wappingi szakaszán, a kolostor által használt folyóparti raktárépületek közelében. Ugyanekkor a Whiteheart Hotelben rejtőzködő Clare O’Connort egy álarcos támadó belefojtja a fürdőkádba. A közeli szobában lakó Polly a felhangosított rádió miatt nem vesz észre semmit. Cooper-Smith megtudja, hogy O’Connor apáca volt, felkeresi a kolostor vagyonkezelőjét, Hubert Hamlynt, a Temze-parti raktárkomplexumban. Hamlyn tagadja, hogy Clare O’Connor a rend tagja lett volna. Cooper-Smith átkutatja a raktárat, de csak kiszállításra váró kerámia vázákat talál. A kastély és kolostor átvizsgálására kért engedély kiadását Sir John rendőrfőnök megtagadja, az Emberday család és az apácarend makulátlan hírnevére hivatkozva.
Miközben a rendőrség átkutatja a Temze-parti raktárat, az „apácák” és rendőr-egyenruhába bújtatott cinkosai végrehajtják terüket, behatolnak egy londoni bankba. A személyzetet mérgesgázzal legyilkolják. A trezor páncélzatát Clossen a rakétavetőjével töri át. A rablók egymillió font értékű aranyrudat zsákmányolnak. A hazaúton a felbérelt bandatagokat is elgázosítják, hulláikat a folyóba dobják. A raktár elhúzódó átkutatását Hamlyn, valójában az „apácafőnöknő” férje, egyre idegesebben figyeli, mert tudja, a bankrablás szervezői rövidesen oda fognak visszaérkezni. A rendőrök végül távoznak, az autón érkező főnöknő, Trudy és Clossen majdnem összefutnak velük. A raktárban Clossent elaltatják, hogy hasonló módon hazaindítsák, a koporsót ehelyett a Temzébe vetik. A rablásról telefonon értesülő Cooper-Smith megfigyelés alá helyezteti a raktár kijáratait, de Trudy és a főnöknő motorcsónakon kiszöknek. A történésektől halálra rémült Hamlyn is utánuk megy a kastélyba, ahol a főnökasszony két markos apácával megfojtatja. Holttestét a családi kriptában rejtik el.
Elkészül az orvosszakértői jelentés. Thomson felügyelő tüdejében nem szennyezett folyóvizet, hanem tiszta vizet találtak. Már holtan dobták a Temzébe, tehát gyilkosság történt. Cooper-Smith elhatározza, hogy akár engedély nélkül is behatol a kolostorba. Tervét elkotyogja a recepciós Pollynak, aki saját akcióba kezd, egyedül elmegy a kastélyba szimatolni, de Lady Emberday félbolond fia, a mindig játszótársat kereső Luke fogócskázni kezd vele, és véletlenül az apácák karjaiba kergeti. Pollyt megkötözve a pincébe zárják.
Cooper-Smith a saját felelősségére, álkulccsal behatol a kastélyba. A biztonságáért aggódó Dice felügyelő embereivel a közelben rejtőzik. A kriptában vizsgálódó főfelügyelőt a banda verőembere megtámadja, de verekedés során ráborul egy kőkoporsó, amelyből Hamlyn holtteste esik ki. A főfelügyelő bejut a kolostor kerámiaműhelyébe, ahol az apácák éppen a beolvasztott aranyat rejtik a kész vázákba. A főnöknő egyik segédje azonban fejbevágja, és ártalmatlanná teszi.
A pincébe zárt Pollyt az álarcos alak megpróbálja megfojtani, de a belépő Luke megmenti a neki ígért „játszótársat”. A dulakodásban Luke letépi az alak álarcát, és nővérére, Trudyra ismer. A testvérek között dühödt veszekedés robban ki, Trudy durván gúnyolja félnótás öccsét, aki sosem tudott férfiként viselkedni, és ő, Trudy, aki mindig férfiként gondolkodott, az egyetlen „igazi férfi” a családban. Luke pedig Trudy  szemére veti, hogy mindig elszedte a játékait, kicsúfolta és bohócruhában járatta őt. A kergetőzés során a kerámiaműhelybe jutnak, ahol az apácák sietve töltik az olvasztott aranyat a vázákba. A megalázott Luke fojtogatni kezdi nővérét, erre Lady Emberday pisztollyal lelövi fiát, hogy megmentse Trudyt. Cooper-Smith magához tér, de Trudy pisztolyt szegez rá. Közli, hogy Thomson felügyelő és Clare O’Connor után őt is örömmel fogja megölni. Cooper-Smith eltereli a figyelmét, ellöki, a földre eső Trudy a apácafőnöknőt lövi agyon, aki éppen folyékony arannyal teli tégelyt emel ki a kemencéből. Az arany Trudyra ömlik, és halálra égeti. A lövések zajára berohanó rendőrök elfogják a menekülő apácákat és a sokkos állapotba került Lady Emberdayt is. Cooper-Smith azután kiszabadítja Pollyt és megkéri a kezét.

## Szereposztás
| Szerep                          | Színész                                                   | Magyar hangja (1. szinkron) |
| ------------------------------- | --------------------------------------------------------- | --------------------------- |
| Cooper-Smith rendőr-főfelügyelő | Stewart Granger                                           | Fülöp Zsigmond              |
| Trudy Emberday                  | Susan Hampshire                                           | Tordai Teri                 |
| Polly                           | Sophie Hardy                                              | Borbás Gabi                 |
| Hubert Hamlyn                   | Robert Morley                                             | Képessy József              |
| Lady Livia Emberday             | Cathleen Nesbitt                                          | ?                           |
| Luke Emberday                   | James Culliford                                           | ?                           |
| Rendfőnöknő                     | Brigitte Horney                                           | Győri Ilona                 |
| Thompson rendőrfelügyelő        | Allan Cuthbertson                                         | ?                           |
| Clare O’Connor                  | Diane Clare                                               | ?                           |
| Emil Clossen                    | Eddi Arent                                                | ?                           |
| Sir John                        | Siegfried Schürenberg James Robertson Justice             | ?                           |
| Dice rendőrfelügyelő            | Colin Gordon                                              | ?                           |
| Verőember                       | Yuri Borienko                                             | ?                           |
| Fehér bőrű apáca                | Caroline Blakiston                                        | ?                           |
| Színesbőrű apáca                | Richardina Jackson                                        | ?                           |
| Fotómodellek                    | Monika Dietrich, Carmen Dene, Carol Dilworth, Karen Young | ?                           |

Megjegyzés. A forgatás során a rendőrfőnök, Sir John jeleneteit eredetileg James Robertson Justice angol színésszel forgatták. A német változathoz ezeket a jeleneteket leforgatták Siegfried Schürenberg szereplésével is. A film felvételei angol nyelven készültek, a német szereplők, Brigitte Horney és Eddi Arent is angolul beszéltek, a német változatban saját hangjukat német szöveggel „rászinkronizálták”. Az angol színészek német szinkronhangját más német színészek adták, így például Susan Hampshire (Trudy) a német változatban Eva Pflugnak – az „Orion űrhajó” sorozat Tamara hadnagyának – hangján szólal meg.

## Kritikai visszhang
A film vegyes kritikákat kapott. Az angol kritikusok általában értékelték a krimi fekete humorát és a sztár-színészek teljesítményét, de arra is rámutattak, hogy nagy sztárok csak fizetés-kiegészítésért játszanak egy újabb B-kategóriás filmben. Hiányolták a világos rendezői koncepciót, a színészvezetés hiányosságát, kifogásolták a történések logikátlan fordulatait. Susan Hampshire (Trudy) viszont lelkesen dicsérte Cyril „Frankley” rendezői munkáját.
A német kritika alapvetően tetszéssel fogadta a sztárok játékét, a feszültséggel teli cselekményt. Edgar Wallace szellemiségéhez méltónak ítélték: „itt még stílusosan gyilkolnak, ügyelve a részletekre, logikus rendben, egyiket a másik után”. Mások kifejezetten „brutálisnak és ízléstelennek” minősítették, különösen az elgázosítások durva ábrázolását, melyet Edgar Wallace szellemiségével ellentétesnek írtak le.

## Kapcsolódó információk
- A fehér apácák titka az Internetes Szinkronadatbázisban (magyarul)
- A fehér apácák titka az Internet Movie Database-ben (angolul)
- A fehér apácák titka a Rotten Tomatoeson (angolul)
- A fehér apácák titka a Box Office Mojón (angolul)
- Edgar Wallace. A kalandor (eredeti címe Kate Plus Ten) (magyar nyelven). Budapest: Hermész Média (2019). ISBN 9786155605017
- Joachim Kramp, Jürgen Wehnert. Das Edgar Wallace Lexikon. Leben, Werk, Filme. (német nyelven). Berlin: Schwarzkopf & Schwarzkopf (2004). ISBN 3-89602-508-2
- Das Geheimnis der weißen Nonne (német nyelven). filmportal.de
- The Trygon Factor (1966) - A fehér apácák titka - Das Geheimnis de weissen Nonne (magyar nyelven). kritikustomeg.org. (Hozzáférés: 2020. június 27.)
- Das Geheimnis der weissen Nonne 1966 (a film teljes (német nyelvű) videóklipje. dailymotion.com. (Hozzáférés: 2020. június 25.)